# 扁平巨盾蛞蝓
扁平巨盾蛞蝓（学名：Macrochlamys planula）为拟阿勇蛞蝓科巨盾蛞蝓属的动物，是中国的特有物种。分布于北京、河北、安徽、湖南等地，生活环境为陆地，常生活于小河溪流边潮湿的石块树叶下、灌木杂草丛中以及农田住宅附近草丛中也可见到。